# Contuboel
Contuboel és una vila i un sector de Guinea Bissau, situat a la regió de Bafatá. Té una superfície de 1.550 kilòmetres quadrats. En 2008 comptava amb una població de 46.046 habitants.